# Damias bougainvillei
Damias bougainvillei är en fjärilsart som beskrevs av Rothschild 1905. Damias bougainvillei ingår i släktet Damias och familjen björnspinnare. Inga underarter finns listade i Catalogue of Life.